# Coelidiana distinctissima
Coelidiana distinctissima är en insektsart som beskrevs av Rauno E. Linnavuori 1965. Coelidiana distinctissima ingår i släktet Coelidiana och familjen dvärgstritar. Inga underarter finns listade i Catalogue of Life.